# 1972년 일본 시리즈
1972년 일본 시리즈(일본어: 1972年の日本シリーズ)는 1972년 10월 21일부터 10월 28일까지 열린 일본 프로 야구의 일본 시리즈 경기이다. 센트럴 리그 우승 팀인 요미우리 자이언츠가 총 5차례의 접전을 펼친 끝에 퍼시픽 리그 우승 팀 한큐 브레이브스를 누르고 4승 1패의 성적을 기록, 8년 연속 14번째 우승을 차지했다.

## 감독
| 소속 리그   | 소속              | 감독              |
| ----------- | ----------------- | ----------------- |
| 센트럴 리그 | 요미우리 자이언츠 | 가와카미 데쓰하루 |
| 퍼시픽 리그 | 한큐 브레이브스   | 니시모토 유키오   |

## 경기 일정
- 1차전 : 10월 21일
- 2차전 : 10월 23일
- 3차전 : 10월 25일
- 4차전 : 10월 26일
- 5차전 : 10월 28일

## 경기 기록
| 일시                                     | 경기   | 원정팀(선공)      | 스코어    | 홈팀(후공)        | 개최 구장            | 개시 시각 | 경기 시간  | 관중수   |
| ---------------------------------------- | ------ | ----------------- | --------- | ----------------- | -------------------- | --------- | ---------- | -------- |
| 10월 21일(토)                            | 1차전  | 한큐 브레이브스   | 3 - 5     | 요미우리 자이언츠 | 고라쿠엔 구장        | 13시 01분 | 2시간 40분 | 38,010명 |
| 10월 22일(일)                            | 2차전  | 우천 취소         | 우천 취소 | 우천 취소         | 고라쿠엔 구장        | -         | -          | -        |
| 10월 23일(월)                            | 2차전  | 한큐 브레이브스   | 4 - 6     | 요미우리 자이언츠 | 고라쿠엔 구장        | 13시 00분 | 3시간 14분 | 39,666명 |
| 10월 24일(화)                            | 이동일 | 이동일            | 이동일    | 이동일            | 이동일               | 이동일    | 이동일     | 이동일   |
| 10월 25일(수)                            | 3차전  | 요미우리 자이언츠 | 3 - 5     | 한큐 브레이브스   | 한큐 니시노미야 구장 | 13시 02분 | 2시간 17분 | 34,582명 |
| 10월 26일(목)                            | 4차전  | 요미우리 자이언츠 | 3 - 1     | 한큐 브레이브스   | 한큐 니시노미야 구장 | 13시 02분 | 3시간 10분 | 31,129명 |
| 10월 27일(금)                            | 5차전  | 우천 취소         | 우천 취소 | 우천 취소         | 한큐 니시노미야 구장 | -         | -          | -        |
| 10월 28일(토)                            | 5차전  | 요미우리 자이언츠 | 8 - 3     | 한큐 브레이브스   | 한큐 니시노미야 구장 | 13시 02분 | 2시간 47분 | 27,269명 |
| 우승: 요미우리 자이언츠(8년 연속 14번째) |        |                   |           |                   |                      |           |            |          |

## 일본 시리즈 경기 결과

### 1차전
- 10월 21일 - 고라쿠엔 구장

| 팀 | 1 | 2 | 3 | 4 | 5 | 6 | 7 | 8 | 9 | R | H | E |
| 한큐 | 1 | 0 | 0 | 2 | 0 | 0 | 0 | 0 | 0 | 3 | 7 | 0 |
| 요미우리 | 3 | 0 | 0 | 1 | 0 | 1 | 0 | 0 | X | 5 | 9 | 0 |
| 승리 투수: 호리우치 쓰네오(1-0) 패전 투수: 야마다 히사시(0-1) 홈런: 한큐 – 스미토모 다이라(1회 1점), 나가이케 도쿠지(4회 2점) 요미우리 – 스에쓰구 다미오(1회 2점, 4회 1점) |   |   |   |   |   |   |   |   |   |   |   |   |

### 2차전
- 10월 23일 - 고라쿠엔 구장

| 팀 | 1 | 2 | 3 | 4 | 5 | 6 | 7 | 8 | 9 | R | H | E |
| 한큐                                                                                                  | 0 | 0 | 0 | 1 | 0 | 0 | 0 | 3 | 0 | 4 | 9 | 4 |
| 요미우리                                                                                              | 0 | 4 | 0 | 0 | 0 | 0 | 0 | 2 | X | 6 | 4 | 1 |
| 승리 투수: 호리우치 쓰네오(2-0) 패전 투수: 고다마 요시히로(0-1) 홈런: 한큐 – 나가이케 도쿠지(4회 1점) |   |   |   |   |   |   |   |   |   |   |   |   |

### 3차전
- 10월 25일 - 한큐 니시노미야 구장

| 팀 | 1 | 2 | 3 | 4 | 5 | 6 | 7 | 8 | 9 | R | H  | E |
| 요미우리 | 1 | 0 | 0 | 0 | 0 | 0 | 0 | 2 | 0 | 3 | 6  | 0 |
| 한큐 | 0 | 0 | 0 | 2 | 2 | 1 | 0 | 0 | X | 5 | 10 | 0 |
| 승리 투수: 아다치 미쓰히로(1-0) 패전 투수: 호리우치 쓰네오(2-1) 홈런: 요미우리 – 나가시마 시게오(8회 2점) 한큐 – 가토 히데지(4회 2점, 6회 1점) |   |   |   |   |   |   |   |   |   |   |    |   |

### 4차전
- 10월 26일 - 한큐 니시노미야 구장

| 팀                                                            | 1 | 2 | 3 | 4 | 5 | 6 | 7 | 8 | 9 | R | H | E |
| 요미우리                                                      | 0 | 0 | 1 | 0 | 2 | 0 | 0 | 0 | 0 | 3 | 8 | 0 |
| 한큐                                                          | 0 | 0 | 0 | 0 | 0 | 1 | 0 | 0 | 0 | 1 | 5 | 0 |
| 승리 투수: 스가와라 가쓰야(1-0) 패전 투수: 야마다 히사시(0-2) |   |   |   |   |   |   |   |   |   |   |   |   |

### 5차전
- 10월 28일 - 한큐 니시노미야 구장

| 팀 | 1 | 2 | 3 | 4 | 5 | 6 | 7 | 8 | 9 | R | H  | E |
| 요미우리 | 0 | 0 | 5 | 3 | 0 | 0 | 0 | 0 | 0 | 8 | 12 | 1 |
| 한큐 | 0 | 1 | 0 | 0 | 0 | 0 | 0 | 0 | 2 | 3 | 6  | 0 |
| 승리 투수: 다카하시 가즈미(1-0) 패전 투수: 도다 요시노리(0-1) 홈런: 요미우리 – 오 사다하루(3회 1점), 나가시마 시게오(3회 1점), 구로에 유키노부(3회 2점), 모리 마사히코(3회 1점) 한큐 – 오쿠마 다다요시(2회 1점), 나가이케 도쿠지(9회 2점) |   |   |   |   |   |   |   |   |   |   |    |   |

## 수상 선수
- MVP·최우수 투수상 : 호리우치 쓰네오(요미우리)
- 감투상 : 아다치 미쓰히로(한큐)
- 타격상 : 오 사다하루(요미우리)
- 기능상 : 스에쓰구 다미오(요미우리)
- 우수 선수상 : 나가시마 시게오(요미우리)

## 같이 보기
- 1972년 월드 시리즈